# 达道站
达道站（福州話：/tɑʔ˨˩ tɔ˨˦˨/）位于中华人民共和国福建省福州市台江区广达路、达江路与达道路交叉口，是福州地铁1号线的地铁车站，亦是1号线在闽江北岸的最后一座车站，车站于2017年1月6日投入使用。

## 简介
2009年4月，上海隧道院编制的《福州市轨道交通1号线工程可行性研究报告》中公布的1号线站点即包括达道路站，且最初计划为与3号线的换乘站。次年，达道路站更名为达道站，当时该站计划设置为地下两层半结构并设4个出入口，拆迁范围也初步划定，2011年开始拆迁。
达道站于2012年6月2日开始实施围挡，广达路部分路段因此封闭。但由于拆迁进度滞后，该站的工期一再拖延。此外，该站的围护结构及基坑开挖施工阶段及闽江隧道（达道-上藤区间）也受到了孤石群及复杂地质的影响。达道-上藤区间直至2016年5月6日才宣告贯通，铺轨工作则于2016年8月完成。车站最终在2017年1月6日随福州地铁1号线北段开通而投入使用。

## 车站结构
由于地形限制，达道站的风水电等设备无法设置在车站两端，故本站为地下三层岛式车站，站厅层和站台层之间存在夹层，以设置车站的风水电设备。
| 地面层   | 出入口                               |  | 出入口                 |
| 地下一层 | 站厅                                 |  | 票务服务、自动售票机   |
| 地下二层 | 设备层                               |  | 车站设备               |
| 地下三层 | 1                                    |  | 1号线 往象峰（茶亭）   |
| 地下三层 | 岛式站台，列车运行方向左侧的车门打开 |  |                        |
| 地下三层 | 2                                    |  | 1号线 往三江口（上藤） |

### 站厅
达道站站厅位于达江路地下一层，车站站厅东侧为付费区，西侧为非付费区。站厅采用伴有绿色榕树抽象图案的白色拱形及平直型线条式吊顶与白色搪瓷板装修，设客服中心2处，位于车站南北两侧出站闸机旁；自动售票机亦位于站厅南北两侧，部分售票机提供榕城通交通卡储值服务；其他服务设施设有智能导乘机、自动售货机、ATM与共享雨伞租借设备，C出入口通道设有洗手间。

#### 车站艺术
达道站是1号线的一座重点装饰车站，达道站站厅东侧设有一座长14米、宽2.85米的紫铜浮雕艺术墙，主题为《地铁风采》，艺术墙融合了1号线在建期间的各类元素。车站的吊顶中添加了由福州地铁标志形变而成的榕树图案装饰，装饰既融入了榕树形态，又呼应福州地铁的企业文化。

### 站台
达道站站台位于地下三层，共设置2个分别来往于象峰、三江口的1号线站台，采用岛式站台设计，且为曲线站台。车站站台采用伴有绿色榕树抽象图案的白色拱形吊顶与白色搪瓷板装修，服务设施设有智能导乘机与自动售货机。

### 出入口与周边
达道站目前开放3个出入口，其中D出入口为建筑合建出入口，无障碍电梯位于A出入口，卫生间位于C出入口。
| 达道站出入口信息            | 达道站出入口信息 | 达道站出入口信息     | 达道站出入口信息     | 达道站出入口信息 |
| --------------------------- | ---------------- | -------------------- | -------------------- | ---------------- |
|                             |                  |                      |                      |                  |
| 编号                        | 设施             | 位置                 | 接驳交通             | 照片             |
| 出口 · A                    |                  | 广达路达道路口东北侧 | 亚细亚广场、市一医院 |                  |
| 出口 · C                    |                  | 达江路达道路口西南侧 | 地铁达道站、达道     |                  |
| 出口 · D                    |                  | 达江路达道路口东南侧 | 台江后洲、市一医院   |                  |
| 注： 设有电梯 \| 设有卫生间 |                  |                      |                      |                  |